# Quadroppia quadricarinata
Quadroppia quadricarinata är en kvalsterart som först beskrevs av Michael 1885.  Quadroppia quadricarinata ingår i släktet Quadroppia och familjen Quadroppiidae. Inga underarter finns listade i Catalogue of Life.